# Private Jet Expeditions
Private Jet Expeditions war eine US-amerikanische Fluggesellschaft.

## Geschichte
Private Jet Expeditions wurde 1989 als Reiseclub gegründet und startete mit einer luxuriös ausgestatteten Boeing 727 zu typischen Urlaubszielen der US-Amerikaner. Teilweise wurden Maschinen auch für Ad-hoc-Charter für Stars benutzt (z. B. 1990 nach München für Madonna). 1991 wurde Private Jet Expeditions an Apple Vacation veräußert, um eine bessere Vernetzung mit dessen spanischen Partner Oasis International Airlines zu gewährleisten.
Mit der Übernahme einiger McDonnell Douglas DC-9-83/MD-83 aus Oasis-Beständen expandierte man stark und drang auch in den Bereich der Linienflüge ein. In diesem Bereich operierte man ab 1993 von Chicago und Atlanta nach Miami, bis ab 1994 für diese Linienflüge der Name Nationalflight verwendet wurde. Noch im Oktober 1994 wurden die Linienflüge wegen fehlender Auslastung wieder eingestellt und man stellte sich am 11. Oktober 1994 unter den Schutz des Chapter 11. Die gesamte Gesellschaft wurde an NAL Holdings verkauft, alle vier Flugzeuge (drei DC-9-83 und eine B-727) wurden von dieser Nachfolgergesellschaft übernommen.
NAL versäumte allerdings nach dem Erwerb den Kundenbestand von Private Jet Expeditions weiterhin zu pflegen. Dadurch gab es große Probleme in der Auslastung der Flugzeuge, die nur kurzfristig durch die Vermietung von Maschinen behoben werden konnten. Anfang 1995 musste Private Jet Expeditions Konkurs anmelden und am 28. März 1995 den Betrieb endgültig einstellen.

## Flugziele
Die Urlaubsziele lagen im pazifischen und karibischen Raum. Linienflüge gab es von Chicago und Atlanta nach Miami, außerdem Charter im europäischen Raum für die spanische Oasis, sowie Ad-hoc-Charter.

## Flotte
Die Flotte der Private Jet Expeditions umfasste insgesamt:
- 1 × Boeing 727
- 3 × DC-9-83/MD-83